# Augustina Schumacher
Augustina Schumacher (* 23. April 1887 in Pfaffendorf bei Koblenz als Maria Katharina Clara Schumacher; † 8. Mai 1945 in Goppeln) ist die Ordensgründerin der Nazarethschwestern vom heiligen Franziskus in Goppeln.

## Leben
Clara Schumacher wuchs im katholischen Rheinland in einer kinderreichen Familie auf. Sie trat 1909 in die Schwesterngemeinschaft vom Hl. Geist in Koblenz ein, verließ diese aber 1913 aus gesundheitlichen Gründen.
Nach ihrer Gesundung trat sie 1916 in den weltlichen Dritten Orden des heiligen Franziskus ein und erhielt nach Ablegung ihrer Profess als franziskanische Drittordensschwester den selbst gewählten Ordensnamen Schwester Augustina. Um die Notleidenden ihrer Heimatstadt in der Nachkriegszeit zu pflegen, eröffnete sie mit drei Schwestern in Koblenz ein Heim für Hilfsbedürftige. Auf sie geht auch die Vereinigung der Caritasschwestern vom Dritten Orden des heiligen Franziskus zurück.
In Koblenz erfuhr Schwester Augustina bei einer Tagung des Bonifatiusvereins von den Problemen in dem neuerrichteten Bistum Meißen und ging im August 1923 nach Dresden, wo sie fortan das (Jung-)Gesellenhaus des Dresdner Gesellenvereins betreute.
Bischof Christian Schreiber ermunterte sie zur Ordensgründung, worauf sie im Dezember 1923 die Gemeinschaft der Nazarethschwestern vom heiligen Franziskus gründete. Am 15. Juni 1928, dem Herz-Jesu-Fest, erfolgte die Bestätigung der Kongregation der Nazarethschwestern von der heiligen Familie, wie sie am Anfang hieß, als Kongregation bischöflichen Rechts.
Schwester Augustina gründete ein Kinderheim, ein Haus für Frauen, die ohne verheiratet zu sein ein Kind erwarteten, und sorgte auch für alte Menschen. Aber auch Tätigkeiten in der Seelsorge übernahmen die Schwestern.
Schwester Augustina wurde beim Einmarsch der Roten Armee in Goppeln am 8. Mai 1945 getötet: Als sie den Dienst an der Pforte des Mutterhauses übernahm, auch um ihre Mitschwestern zu schützen, gab ein vermutlich betrunkener russischer Soldat mehrere Schüsse auf sie ab. Sie starb wenig später an ihren Verletzungen. Ihre letzte Ruhe fand sie im Garten des Klosters in Goppeln. Ihr Wahlspruch war: „Wille Gottes über alles!“
Das Mutterhaus der Nazarethschwestern befindet sich in Goppeln (Gemeinde Bannewitz) bei Dresden. Es beherbergte bis in die 1990er Jahre das Kinderheim, seit dem Umbau wird hier das Senioren- und Pflegeheim St. Clara betrieben.
Mutter Augustina von Goppeln wurde als Glaubenszeugin in das deutsche Martyrologium des 20. Jahrhunderts aufgenommen.